# ガガガガガガガ
「ガガガガガガガ」は、ゴールデンボンバーの楽曲。2019年2月20日にZany Zapより22枚目のシングルとして発売。

## 概要
前作『タツオ…嫁を俺にくれ』から5カ月ぶりのシングル作品。鬼龍院翔がボーカルを務める楽曲がシングルとなるのは、『やんややんやNight 〜踊ろよ※※〜』（2017年）以来約2年ぶりである。CD発売に先駆け、1月18日に音楽配信が開始された。なお、本作のリリース発表時に次作『令和』（当時はタイトル未定）のリリースが発表された。
本作は、NHK総合ドラマ10『トクサツガガガ』の主題歌に起用されており、ゴールデンボンバーの楽曲初のドラマタイアップ曲となった。シングルのジャケットには放送局であるNHKの局舎とともに『トクサツガガガ』に登場するシシレオーとゲンカ将軍が戦う姿が描かれ、特撮番組のポスターを彷彿させるデザインとなっている。
シングルは、2019年3月4日付のオリコン週間シングルランキングで12位を記録した。

### 曲の解説
表題曲「ガガガガガガガ」は、NHK総合ドラマ10『トクサツガガガ』の主題歌で、同ドラマのために書き下ろされた。同ドラマでは、劇中劇『ジュウショウワン』の主題歌としても使用されている。歌詞は複雑な心境のなかで趣味に対する真っすぐな気持ちを描いたもので、ドラマの内容に合わせた特撮ソングのようなメロディになっている。鬼龍院は「ゴールデンボンバーのようなクセのあるグループを指名したということは無難な曲は求めていないだろうと思い、ドラマ主題歌ではおそらく通らないような変拍子をぶち込んだ」とコメントしている。
カップリング曲の「こんにちは孤独」は、2012年に開催されたワンマンライブ特大号「一生バカ」で披露された「精力戦隊オサセンジャー」のテーマソングとして制作された楽曲で、本作で初音源化となった。2013年にゴールデンボンバーとカプコンのiOS用ゲーム「オトレンジャー」がコラボした際に、本作の替え歌「リズムでバトル！オトレンジャー」が収録された。

## プロモーション・ビデオ
本作のプロモーション・ビデオでは、鬼龍院翔・喜矢武豊・歌広場淳の3人が「空気演奏戦隊 ゴールデンボンジャー」、樽美酒研二が悪役に扮し、特撮ヒーローを彷彿させるアクションに挑戦している。
プロモーション・ビデオは、2月20日の時点で視聴数100万回を超えたことが報じられている。

## テレビ披露
本作は、2019年2月26日に放送された『うたコン』でテレビ初披露となった。「音楽と特撮の生コラボレーション」と宣言した上で、曲の途中ではドラマに登場するゲンカ将軍とシシレオーが登場した。

## 収録曲
| 全作詞・作曲: 鬼龍院翔、全編曲: 鬼龍院翔、tatsuo。 |                                          |          |            |      |
| #                                                  | タイトル                                 | 作詞     | 作曲・編曲 | 時間 |
| 1.                                                 | 「ガガガガガガガ」                       | 鬼龍院翔 | 鬼龍院翔   | 3:23 |
| 2.                                                 | 「こんにちは孤独」                       | 鬼龍院翔 | 鬼龍院翔   | 3:27 |
| 3.                                                 | 「ガガガガガガガ」(オリジナル・カラオケ) | 鬼龍院翔 | 鬼龍院翔   | 3:22 |
| 4.                                                 | 「こんにちは孤独」(オリジナル・カラオケ) | 鬼龍院翔 | 鬼龍院翔   | 3:26 |
| 合計時間:                                          | 合計時間:                                | 13:38    |            |      |

## 参加ミュージシャン・スタッフ
- All Programming, Bass & Guitar：tatsuo
- Keyboard, Recording Engineer, Mixing Engineer：渡辺壮祐
- Assistant Engineer：藤田海